# Hénon, Côtes-d'Armor
Hénon (tiếng Breton: Henon, Gallo: Hénon) là một xã của tỉnh Côtes-d'Armor, thuộc vùng Bretagne, tây bắc Pháp.

## Dân số
Người dân ở Hénon được gọi là Hénonnais.